# 부라더 시스터
《부라더 시스터》는 대한민국의 TV CHOSUN에 방송된 예능 프로그램이다.

## 기획 의도
극사실주의 패밀리쇼로 형제자매가 출연하는 가족 리얼리티 프로그램이다.

## 방송 시간
| 방송 채널 | 방송 기간                          | 방송 시간                            | 비고 |
| --------- | ---------------------------------- | ------------------------------------ | ---- |
| TV CHOSUN | 2019년 5월 31일 ~ 2019년 7월 5일   | 매주 금요일 밤 11시 ~ 12시 30분      |      |
| TV CHOSUN | 2019년 8월 24일 ~ 2019년 11월 16일 | 매주 토요일 밤 10시 50분 ~ 12시 30분 |      |

## 출연자

### 고정 출연진
- 강호동 - MC (1회 ~ 18회 )
- 이상민 - MC (7회 ~ 18회 )
- 홍자, 박지혜 (여동생), 박근화 (오빠) (7회 ~ 18회)
- 조혜련, 조지환 (남동생), 조성혜 (언니), 조명혜 (언니), 조금희 (언니), 조남둘 (언니), 조혜숙 (여동생), 조은화 (여동생) (7회 ~ 11회, 13회 ~ 18회)
- 박찬숙 (15회 ~ 18회)

### 특별 출연진
- 박해미 (14회, 조혜련 동반 출연)
- 이현경, 이현영 (여동생) (12회)

### 이전 출연진
- 김보성, 허지훈 (남동생) (1회 ~ 6회)
- 장서희, 장경윤 (여동생) (1회 ~ 6회)

## 시청률

### 2019년
| 회차 | 방송일    | AGB 닐슨 시청률 |
| 회차 | 방송일    | 대한민국 (전국) |
| ---- | --------- | --------------- |
| 1    | 5월 31일  | 1.455%          |
| 2    | 6월 7일   | 1.322%          |
| 3    | 6월 14일  | 0.966%          |
| 4    | 6월 21일  | 1.117%          |
| 5    | 6월 28일  | 1.495%          |
| 6    | 7월 5일   | 1.061%          |
| 7    | 8월 24일  | 3.207%          |
| 8    | 8월 31일  | 2.847%          |
| 9    | 9월 7일   | 2.700%          |
| 10   | 9월 14일  | 2.592%          |
| 11   | 9월 28일  | 3.352%          |
| 12   | 10월 5일  | 2.363%          |
| 13   | 10월 12일 | 1.883%          |
| 14   | 10월 19일 | 2.059%          |
| 15   | 10월 26일 | 1.655%          |
| 16   | 11월 2일  | 1.791%          |
| 17   | 11월 9일  | 2.115%          |
| 18   | 11월 16일 | 1.824%          |

## 결방 사유
- 2019년 7월 12일 ~ 2019년 8월 셋째주 : 재방송 대체로 편성

## 참고 사항
- 방청객 웃음소리(Laugh track) 효과를 사용하지 않는다.

## 제작진
- 기획 : 황의철
- 연출 : 정규훈, 박찬희, 김효진, 김민경, 서기석, 정상진, 김영규, 황현기, 김아름
- 작가 : 이애영, 김은영, 박자영, 강아민

## 같이 보기
- 형제자매
- 모던 패밀리